# Chárakas
Chárakas, en grec moderne : Χάρακας, est un village du dème d'Archánes-Asteroússia, dans le district régional de Héraklion, de la Crète, en Grèce. Selon le recensement de 2011, la population de Chárakas compte 812 habitants.
Le village est situé à 50 km au sud de Héraklion et à une altitude de 400 mètres.

## Recensements de la population
La première mention du village remonte à 1280. Dans les recensements vénitiens, il est mentionné, par Francesco Barozzi, en 1577, faisant partie de la province de Monofatsi, puis par Pietro Castrofilaca, en 1583 . Ce dernier mentionne deux colonies : S. Zuane Characa libero, c'est-à-dire Saint Jean Charakas libre, avec 184 habitants et S. Zuane Characa conditionato avec 59 habitants. Dans le recensement ottoman, de 1671, il est mentionné avec 82 habitants, tandis que dans le recensement égyptien, de 1834, 25 familles chrétiennes sont présentes ainsi que 10 familles turques. En 1881, le village est dénommé Chárakas et est le siège de la municipalité du même nom, avec 321 chrétiens et 17 Turcs. En 1928, c'est une communauté, jusqu'à la mise en œuvre de la réforme Kapodístrias en 1997.
| Recensements | 1900 | 1920 | 1928 | 1940 | 1951 | 1961 | 1971 | 1981 | 1991 | 2001 | 2011 |
| ------------ | ---- | ---- | ---- | ---- | ---- | ---- | ---- | ---- | ---- | ---- | ---- |
| Population   | 658  | 775  | 891  | 1030 | 999  | 1112 | 974  | 958  | /    | 835  | 812  |